# Institut suisse de Rome
L'Institut suisse de Rome est une institution culturelle et scientifique suisse, où logent des artistes et des chercheurs suisses.

## Histoire
L'Institut suisse a été fondé en 1949. Le député Emiliano Maraini avait fait construire en 1903 un somptueux édifice, la villa Maraini dans le quartier Ludovisi. Le couple Maraini, sans enfants, a décidé de léguer en 1946 cette propriété à la Suisse, à charge pour elle de mettre le domaine au service des échanges culturels entre la Suisse et l'Italie.

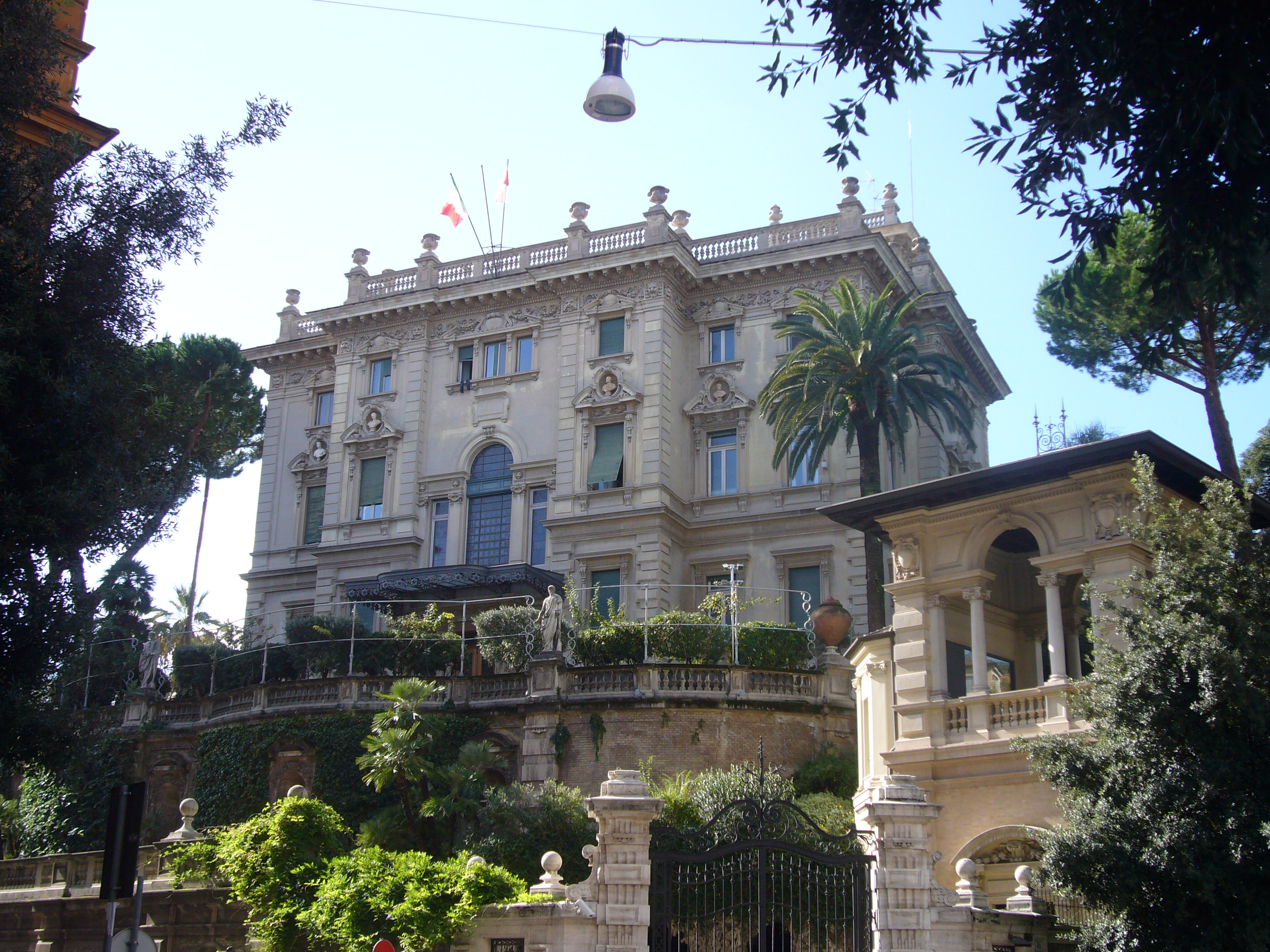
La villa Maraini, siège de l'Institut

## Objectifs
L'Institut permet à de jeunes scientifiques et artistes suisses de travailler à Rome pendant une année.

## Alumni notoires
- Renate Eisenegger, 1972-1973